# Maxime Colin
Pour les articles homonymes, voir Colin.
Maxime Colin, né le 15 novembre 1991 à Arras,  est un footballeur français, jouant au poste de latéral droit au FC Metz.

## Biographie

### En club
Il intègre le groupe professionnel de l'US Boulogne sous la houlette de Laurent Guyot lors de la saison 2010-2011.
Le 17 septembre 2011, il fait sa première apparition en Ligue 2 lors de la 7e journée en étant titularisé face au Stade lavallois (match nul 0-0). Il aura disputé pour sa première saison parmi les professionnels 26 matchs de Ligue 2 et 3 matchs de Coupe de France, tous en tant que titulaire.
Le 4 septembre 2012, son club étant relégué en National, il décide de rejoindre le promu en Ligue 1 de l'ES Troyes AC lors des dernières heures du mercato. Il aura pour tâche de remplacer au poste de latéral droit Djibril Sidibé transféré au Lille OSC.
Le 29 août 2014, le RSC Anderlecht annonce la signature du joueur, en provenance du ES Troyes AC.
Un an plus tard, il s'engage pour quatre ans avec Brentford pour environ 1,5 million d'euros.
Maxime Colin dispute son premier match sous le couleurs de Brentford le 22 août 2015 contre Burnley mais il le perd malheureusement 1-0. Il dispute finalement 21 matchs de championnats (sur 46) avec le club de FL Championship lors de sa première saison avec les Bees.
En 2016/2017, donc la saison suivante, Maxime Colin entre désormais bien plus dans les plans de son manager, Dean Smith. A l'aube de la 15e journée, il en est déjà à 13 matchs disputés pour 4 cartons jaunes et un but, contre Reading le 27 septembre, son tout premier avec le club anglais.
Le 31 août 2017, il rejoint Birmingham City.

### En sélection
Le 7 février 2011, il reçoit sa première sélection en équipe de France des moins de 20 ans face à l'Angleterre (victoire 1-2 de la France). Régulièrement appelé en sélection par Francis Smerecki, il dispute logiquement en août 2011 la coupe du monde des moins de 20 ans 2011 en Colombie. La France terminera quatrième de ce mondial, une première dans l'histoire du football français. Les générations 1977 (de Thierry Henry, David Trezeguet et Nicolas Anelka) et 1981 (de Djibril Cissé, Alou Diarra et Philippe Mexès, surclassé) avaient dû se contenter elles des quarts de finale.

## Statistiques
| Saison                | Club                  | Championnat           | Championnat | Championnat | Coupe nationale | Coupe nationale | Coupe de la Ligue | Coupe de la Ligue | Compétition(s) continentale(s) | Compétition(s) continentale(s) | Compétition(s) continentale(s) | Total | Total |
| Saison                | Club                  | Division              | M.          | B.          | M.              | B.              | M.                | B.                | Comp.                          | M.                             | B.                             | M.    | B.    |
| 2010-2011             | US Boulogne CO        | Ligue 2               | 26          | 0           | 3               | 0               | -                 | -                 | -                              | -                              | -                              | 29    | 0     |
| 2011-2012             | US Boulogne CO        | Ligue 2               | 23          | 0           | -               | -               | -                 | -                 | -                              | -                              | -                              | 23    | 0     |
| 2012-2013             | US Boulogne CO        | National              | 4           | 0           | -               | -               | 1                 | 0                 | -                              | -                              | -                              | 5     | 0     |
| Sous-total            | Sous-total            | Sous-total            | 53          | 0           | 3               | 0               | 1                 | 0                 | -                              | -                              | -                              | 57    | 0     |
| 2012-2013             | ES Troyes AC          | Ligue 1               | 18          | 0           | 4               | 0               | 2                 | 0                 | -                              | -                              | -                              | 24    | 0     |
| 2013-2014             | ES Troyes AC          | Ligue 2               | 35          | 0           | 2               | 0               | 6                 | 0                 | -                              | -                              | -                              | 43    | 0     |
| 2014-2015             | ES Troyes AC          | Ligue 2               | 2           | 0           | -               | -               | 1                 | 0                 | -                              | -                              | -                              | 3     | 0     |
| Sous-total            | Sous-total            | Sous-total            | 55          | 0           | 6               | 0               | 9                 | 0                 | -                              | -                              | -                              | 70    | 0     |
| 2014-2015             | RSC Anderlecht        | Pro League            | 15+2        | 1+0         | 6               | 0               | -                 | -                 | C1                             | 1                              | 0                              | 24    | 1     |
| 2015-2016             | RSC Anderlecht        | Pro League            | 1           | 0           | -               | -               | -                 | -                 | C3                             | -                              | -                              | 1     | 0     |
| Sous-total            | Sous-total            | Sous-total            | 18          | 1           | 6               | 0               | -                 | -                 | -                              | 1                              | 0                              | 25    | 1     |
| 2015-2016             | Brentford FC          | Championship          | 21          | 0           | -               | -               | -                 | -                 | -                              | -                              | -                              | 21    | 0     |
| 2016-2017             | Brentford FC          | Championship          | 39          | 4           | 2               | 0               | -                 | -                 | -                              | -                              | -                              | 41    | 4     |
| 2017-2018             | Brentford FC          | Championship          | 3           | 0           | -               | -               | 2                 | 0                 | -                              | -                              | -                              | 5     | 0     |
| Sous-total            | Sous-total            | Sous-total            | 63          | 4           | 2               | 0               | 2                 | 0                 | -                              | -                              | -                              | 67    | 4     |
| 2017-2018             | Birmingham City       | Championship          | 35          | 2           | 1               | 0               | -                 | -                 | -                              | -                              | -                              | 36    | 2     |
| 2018-2019             | Birmingham City       | Championship          | 43          | 0           | 1               | 0               | -                 | -                 | -                              | -                              | -                              | 44    | 0     |
| 2019-2020             | Birmingham City       | Championship          | 44          | 1           | 3               | 0               | -                 | -                 | -                              | -                              | -                              | 47    | 1     |
| 2020-2021             | Birmingham City       | Championship          | 42          | 1           | 1               | 1               | 1                 | 0                 | -                              | -                              | -                              | 44    | 2     |
| 2021-2022             | Birmingham City       | Championship          | 33          | 1           | 1               | 0               | -                 | -                 | -                              | -                              | -                              | 34    | 1     |
| 2022-2023             | Birmingham City       | Championship          | 44          | 2           | 3               | 0               | 1                 | 0                 | -                              | -                              | -                              | 48    | 2     |
| Sous-total            | Sous-total            | Sous-total            | 241         | 7           | 10              | 0               | 2                 | 0                 | -                              | -                              | -                              | 253   | 7     |
| 2023-2024             | FC Metz               | Ligue 1               | 22+2        | 0           | 1               | 0               | -                 | -                 | -                              | -                              | -                              | 25    | 0     |
| 2024-2025             | FC Metz               | Ligue 2               | 16+1        | 0           | 1               | 0               | -                 | -                 | -                              | -                              | -                              | 18    | 0     |
| Sous-total            | Sous-total            | Sous-total            | 41          | 0           | 2               | 0               | -                 | -                 | -                              | -                              | -                              | 43    | 0     |
| Total sur la carrière | Total sur la carrière | Total sur la carrière | 471         | 12          | 29              | 0               | 14                | 0                 | -                              | 1                              | 0                              | 515   | 12    |

### En sélection
France -20 ans
- Quatrième de la Coupe du monde des moins de 20 ans 2011